# Кировское водохранилище (Кыргызстан)
Кировское водохранилище — водохранилище в Таласской области Кыргызстана.
Кировское водохранилище находится в Таласской области на границе Манасского и Кара-Бууринской районов, в ущелье Чон-Капка. Основной функцией сооружения является орошение богарных земель Таласской долины и Казахстана водой реки Талас, накопленной зимой и весной.
Строительство началось в 1965 году и завершено в 1975 году.
Водохранилище построено в районе 9-балльной сейсмической опасности. Орошает 55 тыс. гектаров земель. Ёмкость — 550 млн м³. Площадь зеркала — 2 тыс. 50 га. Высота плотины — 84 метра. Длина по гребню — 260 м. Длина зеркала — 22 км, ширина — 4 км.
Впервые в Советском Союзе была сооружена бетонная плотина контрофорсная (пустотелая) облегчённого типа.

## Инфраструктура
В 1965 г. началось сооружение в посёлке Кызыл-Жылдыз (3 км к северу от ущелья) многоэтажных домов для гидростроителей. В селе Чон-Капка была создана производственная база — заводы гравия, бетонных изделий. На базе Кировского СМУ было образовано Манасское ПМК, которое после завершения строительства плотины занималось возведением жилых домов в посёлке Кызыл-Жылдыз, строительством дорог, благоустройством района.
Большая часть районного центра — села Кировки (Кызыл-Адыр) — была перенесена выше по течению реки. На новом месте в современных зданиях работают административные учреждения района, открыта новая школа, сданы в эксплуатацию жилые дома, больница, торговые и бытовые учреждения..
В планируемом бассейне водохранилища находилось село Бейшеке, которое необходимо было переселить на новое место. Около 400 семей переехало в новый посёлок Бейшеке. Там также были построены новая школа, магазины, детский сад. Одновременно со строительством плотины водохранилища строились магистральные каналы и оросительная сеть на массиве орошения